# INS Kadamba
L' INS Kadamba  est une base navale pour les sous-marins nucléaires de la Marine indienne située a Karwar.

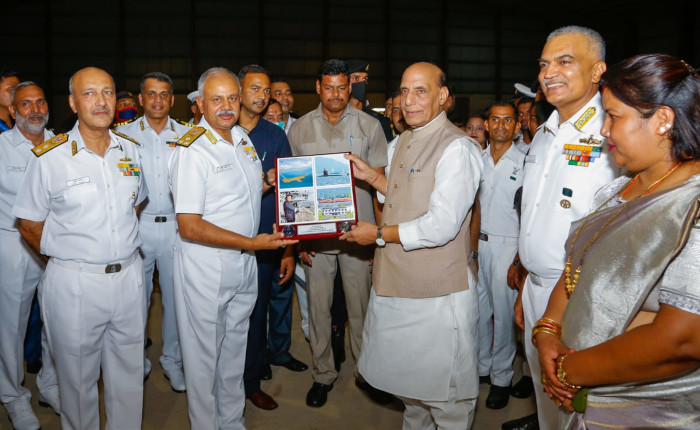
Visite du ministre de la défense Rajnath Singh.

La base comprend des activités de réparation et de maintenance qui prévu pour accueillir une cinquantaine de navires de première ligne.